# Ляохъ
Ляохъ (на китайски: 遼河; на пинин: Liáohé) е река в Североизточен Китай, в провинция Ляонин, вливаща се в Ляодунския залив на Жълто море. Дължината 516 (с дясната съставяща я река Силяохъ 1345) km, площ на водосборния басейн 232 000 km². Река Ляохъ се образува на 88 m н.в. от сливането на двете съставящи я реки Дунляохъ (Източна Ляохъ, лява съставяща) и Силяохъ (Западна Ляохъ, дясна съставяща) в северната част на провинция Ляонин. По цялото си протежение е типична равнинна река и тече в посока юг-югозапад през Ляохъската равнина. Влива се в северната част на Ляодунския залив на Жълто море, като образува обширна делта заедно с реките Далинхъ (на запад) и Хунхъ (на изток). Среден годишен отток в долното течение над 630 m³/s. Подхранването ѝ е предимно дъждовно, с ясно изразено пълноводие през юли е август по време на летните мусони. През зимата, от декември до април замръзва. Често явление във водосборният ѝ басейн са наводненията. По време на катастрофалното наводнение през 1935 г. са залети от водите на реката 17 000 km², а жертвите са няколко стотин хиляди. За регулиране на оттока на реката и за предотвратяване на наводненията по-късно по съставящите я реки и по техните притоци са изградени няколко големи язовира Дахофан, Ерлуншан и др. Река Ляохъ е плавателна по цялото си протежение, а въздействието на морските приливи се отразява на 40 km нагоре от устието ѝ. Долината ѝ е гъсто населена, като най-големите селища по течението ѝ са градовете Инджоу, Синмин, Паншан, а в близост до нея (в долината ѝ) – градовете Фушун, Аншан и морското пристанище Инкоу.